# Gran Premio motociclistico di Germania 1997
Il Gran Premio motociclistico di Germania 1997 fu il nono appuntamento del motomondiale 1997.
Si svolse il 20 luglio 1997 sul circuito del Nürburgring e vide la vittoria di Mick Doohan su Honda nella classe 500, di Tetsuya Harada nella classe 250 e di Valentino Rossi nella classe 125.

## Classe 500

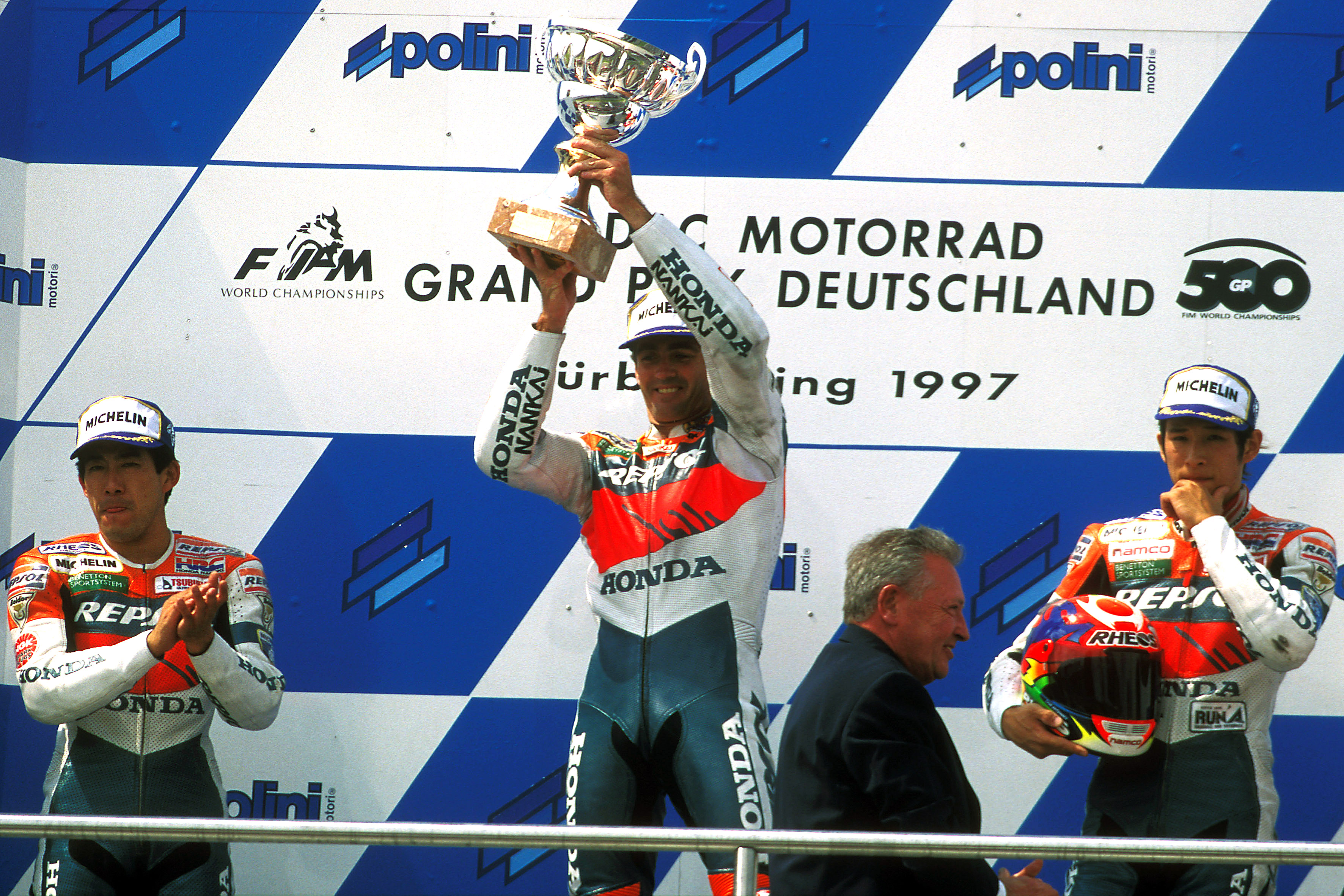
Okada, Doohan (che alza il trofeo) e Aoki, festeggiano sul podio dopo aver concluso al secondo, primo e terzo posto nella gara della classe 500

### Arrivati al traguardo
| Pos. | Nº | Pilota                   | Squadra               | Motocicletta | Giri | Tempo     | Griglia | Punti |
| ---- | -- | ------------------------ | --------------------- | ------------ | ---- | --------- | ------- | ----- |
| 1    | 1  | Mick Doohan              | Repsol Honda          | Honda        | 27   | 44:55.117 | 1       | 25    |
| 2    | 7  | Tadayuki Okada           | Repsol Honda          | Honda        | 27   | +5.690    | 3       | 20    |
| 3    | 24 | Takuma Aoki              | Repsol Honda          | Honda        | 27   | +24.873   | 6       | 16    |
| 4    | 18 | Nobuatsu Aoki            | Rheos ELF F.C.C. T.S. | Honda        | 27   | +25.157   | 9       | 13    |
| 5    | 19 | Doriano Romboni          | IP Aprilia Racing     | Aprilia      | 27   | +35.884   | 7       | 11    |
| 6    | 4  | Alex Barros              | Honda Gresini         | Honda        | 27   | +38.907   | 8       | 10    |
| 7    | 20 | Sete Gibernau            | Yamaha Team Rainey    | Yamaha       | 27   | +39.541   | 14      | 9     |
| 8    | 14 | Juan Borja               | Elf 500 Roc           | ELF 500      | 27   | +52.475   | 12      | 8     |
| 9    | 23 | Anthony Gobert           | Lucky Strike Suzuki   | Suzuki       | 27   | +55.283   | 15      | 7     |
| 10   | 9  | Alberto Puig             | MoviStar Honda Pons   | Honda        | 27   | +55.436   | 18      | 6     |
| 11   | 21 | Jurgen van den Goorbergh | Millar MQP            | Honda        | 27   | +55.794   | 11      | 5     |
| 12   | 6  | Daryl Beattie            | Lucky Strike Suzuki   | Suzuki       | 27   | +1:02.772 | 10      | 4     |
| 13   | 16 | Jürgen Fuchs             | Elf 500 Roc           | ELF 500      | 27   | +1:17.345 | 13      | 3     |
| 14   | 13 | Bernard Garcia           | Tecmas Honda Elf      | Honda        | 27   | +1:22.292 | 20      | 2     |
| 15   | 22 | Kirk McCarthy            | Red Bull Yamaha WCM   | ROC Yamaha   | 26   | +1 giro   | 21      | 1     |
| 16   | 25 | Laurent Naveau           | Millet Racing         | ROC Yamaha   | 26   | +1 giro   | 22      |       |

### Ritirati
| Nº | Pilota            | Squadra               | Motocicletta | Giri | Griglia |
| -- | ----------------- | --------------------- | ------------ | ---- | ------- |
| 10 | Kenny Roberts Jr  | Marlboro Team Roberts | Modenas KR3  | 25   | 16      |
| 12 | Jean-Michel Bayle | Marlboro Team Roberts | Modenas KR3  | 15   | 5       |
| 5  | Norifumi Abe      | Yamaha Team Rainey    | Yamaha       | 12   | 17      |
| 8  | Carlos Checa      | MoviStar Honda Pons   | Honda        | 11   | 2       |
| 17 | Lucio Pedercini   | Team Pedercini        | ROC Yamaha   | 10   | 19      |
| 3  | Luca Cadalora     | Red Bull Yamaha WCM   | Yamaha       | 1    | 4       |
| 15 | Frédéric Protat   | Soverex FP Racing     | Honda        | 1    | 23      |

## Classe 250

### Arrivati al traguardo
| Pos | Nº | Pilota               | Squadra                      | Motocicletta | Giri | Tempo     | Griglia | Punti |
| --- | -- | -------------------- | ---------------------------- | ------------ | ---- | --------- | ------- | ----- |
| 1   | 31 | Tetsuya Harada       | Aprilia Racing               | Aprilia      | 25   | 42:36.407 | 5       | 25    |
| 2   | 19 | Olivier Jacque       | Chesterfield Elf Tech 3      | Honda        | 25   | +0.093    | 1       | 20    |
| 3   | 2  | Ralf Waldmann        | Marlboro Honda               | Honda        | 25   | +0.106    | 2       | 16    |
| 4   | 1  | Max Biaggi           | Marlboro Team Kanemoto Honda | Honda        | 25   | +0.135    | 4       | 13    |
| 5   | 65 | Loris Capirossi      | Aprilia Racing               | Aprilia      | 25   | +28.183   | 3       | 11    |
| 6   | 5  | Tōru Ukawa           | Benetton Honda               | Honda        | 25   | +34.325   | 6       | 10    |
| 7   | 20 | Noriyasu Numata      | Arie Molenaar Racing         | Suzuki       | 25   | +41.082   | 8       | 9     |
| 8   | 11 | Jeremy McWilliams    | QUB Team Optimum             | Honda        | 25   | +41.082   | 9       | 8     |
| 9   | 7  | Haruchika Aoki       | Matteoni Racing              | Honda        | 25   | +42.656   | 10      | 7     |
| 10  | 26 | Emilio Alzamora      | Fortuna Honda                | Honda        | 25   | +53.170   | 11      | 6     |
| 11  | 21 | Franco Battaini      | Edo Racing                   | Yamaha       | 25   | +59.502   | 15      | 5     |
| 12  | 99 | Giuseppe Fiorillo    | Radiant Racing               | Aprilia      | 25   | +1:12.687 | 13      | 4     |
| 13  | 12 | Takeshi Tsujimura    | F.C.C. Technical Sports      | TSR-Honda    | 25   | +1:14.481 | 19      | 3     |
| 14  | 10 | Luca Boscoscuro      | Dee Cee Racing               | Honda        | 25   | +1:17.778 | 24      | 2     |
| 15  | 8  | Cristiano Migliorati | Team Axo Inoxmacel           | Honda        | 25   | +1:18.013 | 18      | 1     |
| 16  | 27 | Sebastián Porto      | PR2 YPF - ESCO               | Aprilia      | 25   | +1:18.245 | 17      |       |
| 17  | 6  | Luis d'Antín         | Antena 3 S.S.P. Competicion  | Yamaha       | 25   | +1:18.483 | 23      |       |
| 18  | 18 | Osamu Miyazaki       | Edo Racing                   | Yamaha       | 25   | +1:18.519 | 20      |       |
| 19  | 25 | Oliver Petrucciani   | Mohag Aprilia Racing         | Aprilia      | 25   | +1:18.883 | 14      |       |
| 20  | 16 | William Costes       | Chesterfield Elf Tech 3      | Honda        | 25   | +1:19.530 | 21      |       |
| 21  | 28 | Eustaquio Gavira     | Scuderia Mobil 1 AGV         | Aprilia      | 25   | +1:32.590 | 25      |       |
| 22  | 22 | Kurtis Roberts       | PJ1 Oils                     | Honda        | 24   | +1 giro   | 26      |       |
| 23  | 86 | Jürgen Lingg         | Team Witschi                 | Honda        | 24   | +1 giro   | 27      |       |
| 24  | 87 | Matthias Neukirchen  | Yamaha Kurz                  | Yamaha       | 24   | +1 giro   | 28      |       |
| 25  | 85 | Stefan Kruse         | KM Racing                    | Honda        | 23   | +2 giri   | 29      |       |

### Ritirati
| Nº | Pilota            | Squadra                    | Motocicletta | Giri | Griglia |
| -- | ----------------- | -------------------------- | ------------ | ---- | ------- |
| 14 | Jamie Robinson    | Arie Molenaar Racing       | Suzuki       | 16   | 16      |
| 17 | José Luis Cardoso | Antena 3 S.S.P. Competicio | Yamaha       | 8    | 12      |
| 29 | Idalio Gavira     | Scuderia Mobil 1 AGV       | Aprilia      | 3    | 22      |
| 15 | Stefano Perugini  | Nastro Azzurro Aprilia     | Aprilia      | 1    | 7       |

## Classe 125

### Arrivati al traguardo
| Pos | Nº | Pilota             | Squadra                   | Motocicletta | Giri | Tempo     | Griglia | Punti |
| --- | -- | ------------------ | ------------------------- | ------------ | ---- | --------- | ------- | ----- |
| 1   | 46 | Valentino Rossi    | Nastro Azzurro Aprilia    | Aprilia      | 23   | 48:05.749 | 1       | 25    |
| 2   | 62 | Yoshiaki Katō      | Semprucci Biesse          | Yamaha       | 23   | +0.569    | 16      | 20    |
| 3   | 33 | Manfred Geissler   | UGT 3000                  | Aprilia      | 23   | +13.523   | 3       | 16    |
| 4   | 19 | Frédéric Petit     | Team RMS                  | Honda        | 23   | +39.485   | 12      | 13    |
| 5   | 10 | Lucio Cecchinello  | Spidi Honda LCR           | Honda        | 23   | +40.020   | 14      | 11    |
| 6   | 5  | Jorge Martinez     | Airtel-Aspar              | Aprilia      | 23   | +40.040   | 4       | 10    |
| 7   | 32 | Mirko Giansanti    | Matteoni Racing           | Honda        | 23   | +59.415   | 2       | 9     |
| 8   | 24 | Gino Borsoi        | Semprucci Biesse          | Yamaha       | 23   | +1:01.314 | 19      | 8     |
| 9   | 2  | Masaki Tokudome    | Docshop Racing            | Aprilia      | 23   | +1:03.505 | 17      | 7     |
| 10  | 17 | Enrique Maturana   | Yamaha Kurz               | Yamaha       | 23   | +1:04.228 | 28      | 6     |
| 11  | 29 | Ángel Nieto Jr     | Airtel-Aspar              | Aprilia      | 23   | +1:07.668 | 11      | 5     |
| 12  | 21 | Gianluigi Scalvini | Team Axo Inoxmacel        | Honda        | 23   | +1:14.204 | 10      | 4     |
| 13  | 26 | Ivan Goi           | Marlboro Team Alfa Bieffe | Aprilia      | 23   | +1:15.843 | 18      | 3     |
| 14  | 87 | Alex Hofmann       | Castor Kapital Racing     | Yamaha       | 23   | +2:06.339 | 26      | 2     |
| 15  | 77 | Benny Jerzenbeck   | UGT 3000                  | Honda        | 22   | +1 giro   | 31      | 1     |
| 16  | 89 | Klaus Nöhles       | Hein Gericke Castrol Jnr  | Honda        | 21   | +2 giri   | 29      |       |

### Ritirati
| Nº | Pilota            | Squadra                   | Motocicletta | Giri | Griglia |
| -- | ----------------- | ------------------------- | ------------ | ---- | ------- |
| 15 | Roberto Locatelli | Team Axo Inoxmacel        | Honda        | 21   | 7       |
| 12 | Dirk Raudies      | Finsco Chasis             | Honda        | 20   | 15      |
| 86 | Emanuel Buchner   | Saeco Team Kellner        | Aprilia      | 20   | 27      |
| 91 | Maik Stief        | Docshop Racing            | Honda        | 17   | 21      |
| 25 | Josep Sardá       | Finsco Chasis             | Honda        | 16   | 25      |
| 8  | Kazuto Sakata     | UGT 3000                  | Aprilia      | 15   | 6       |
| 39 | Jaroslav Huleš    | L.B. Racing               | Honda        | 13   | 9       |
| 90 | Oliver Perschke   | IMT Castrol Racing        | Honda        | 11   | 24      |
| 20 | Masao Azuma       | L.B. Racing               | Honda        | 9    | 22      |
| 72 | Garry McCoy       | Marlboro Team Alfa Bieffe | Aprilia      | 8    | 13      |
| 7  | Noboru Ueda       | Team Pileri               | Honda        | 4    | 5       |
| 41 | Yōichi Ui         | Yamaha Kurz               | Yamaha       | 3    | 20      |
| 85 | Dirk Heidolf      | Hein Gericke Castrol Jnr  | Honda        | 3    | 30      |
| 3  | Tomomi Manako     | UGT 3000                  | Honda        | 3    | 8       |
| 22 | Steve Jenkner     | Aprilia - ADAC Sachsen    | Aprilia      | 0    | 23      |